# Шварц, Виктор Ильич
Виктор Ильич Шварц (род. 9 апреля 1950 года, Москва) — советский и российский писатель, поэт, журналист, издатель. Автор ряда спектаклей и мюзиклов. Президент «Издательского дома Шварца». Член Русского ПЕН-центра, Международного Союза журналистов, Международного «Лайонз клуба». Лауреат премии Союза журналистов РФ. Заслуженный работник культуры Российской Федерации (1999)

## Биография
Окончил филологический факультет Московского педагогического института. С 1971 года работал корреспондентом газеты «Московская правда», с 1974 по 1991 год — в газете «Советская культура». Автор многочисленных статей, связанных с вопросами истории, культуры и литературы, публиковавшихся в различных российских и зарубежных изданиях. В 1991 году создал одно из первых в России негосударственных изданий – газету «Частная жизнь», а затем и другие издания — такие, как «Поле чудес», «Тайная власть», «Очная ставка», «Врачебные тайны». Виктор Шварц является так же автором либретто нескольких спектаклей и мюзиклов. По его сценариям были поставлены спектакль «Город и мир» для Юрия Куклачёва, мюзикл «Кукла наследника Тутти» (по мотивам сказки Ю.Олеши «Три Толстяка») в спорткомплексе «Олимпийский» (главные роли в нём исполнили Лариса Долина и Павел Смеян), «Левша» и «Светлана» для Тульского государственного цирка и другие. Виктор Шварц является автором документальной книги «Вспышка магния», поэтических сборников «Зачем стыдиться слёз» и «66 -й, скорый», поэмы «Инвалидный рынок», мемуаров «Частная жизнь». На его стихи выпущены авторские диски Юрия Петерсона «Переходный возраст» и Анатолия Кальварского «Старинный альбом». Песни на стихи Шварца исполняют Михаил Боярский, Николай Караченцов, Лариса Долина, Павел Смеян, Юрий Куклачёв, Сергей Рогожин и другие исполнители.
Живёт в Праге.

## Награды
- Премия Союза журналистов России
- Медаль «В память 850-летия Москвы»
- Медаль «Ревнителю просвещения» Академии Российской словесности
- Медаль Анатолия Кони
- Золотая медаль Российского фонда мира
- Медаль Александра Невского[2]

## Книги
- 1989 год — «Вспышка магния и… Свет истории»[5]
- 2000 год --- "Зачем стыдиться слез"
- 2005 год ---"Инвалидный рынок"
- 2010 год — «Частная жизнь»[6]
- 2015 год --- "66-й ,скорый"
- 2017 год --- "Еврейский квартал"
- 2025 год --- "Шоу для лилипутов"

## Авторская дискография
- 2009 год — Юрий Петерсон «Переходный возраст»[7]
- 2009 год — Анатолий Кальварский «Старинный альбом»[4]

## Песни на стихи Виктора Шварца
- «Старинный альбом» (музыка Анатолия Кальварского), исполняет Михаил Боярский
- «Мне плохо без отца» (музыка Анатолия Кальварского), исполняет Михаил Боярский
- «Старый шут» (музыка Анатолия Кальварского), исполняет Михаил Боярский
- «Внуки» (музыка Анатолия Кальварского), исполняют Манана Гогитидзе и Михаил Боярский
- «Третий тост» (музыка Анатолия Кальварского), исполняет Николай Караченцов
- «Возвращайтесь в детство» (музыка Анатолия Кальварского), исполняет Лариса Долина
- «Притяжение любви» (музыка Анатолия Кальварского), исполняет Сергей Рогожин
- «Всё это было так давно» (музыка Анатолия Кальварского), исполняет Сергей Рогожин
- «Расстояния» (музыка Анатолия Кальварского), исполняет Сергей Рогожин
- «Бокал вина» (музыка Анатолия Кальварского), исполняет Сергей Рогожин
- «А кто поёт» (музыка Петра Савинцева), исполняет Юрий Куклачёв
- «Таким уж мир нам этот дан» (музыка Петра Савинцева), исполняет Юрий Куклачёв
- «Сорванный лист» (музыка Юрия Петерсона), исполняет Юрий Петерсон
- «Зачем стыдиться слёз?» (музыка Юрия Петерсона), исполняет Юрий Петерсон[4][8][9]